# Einsatzeinheit (Österreich)

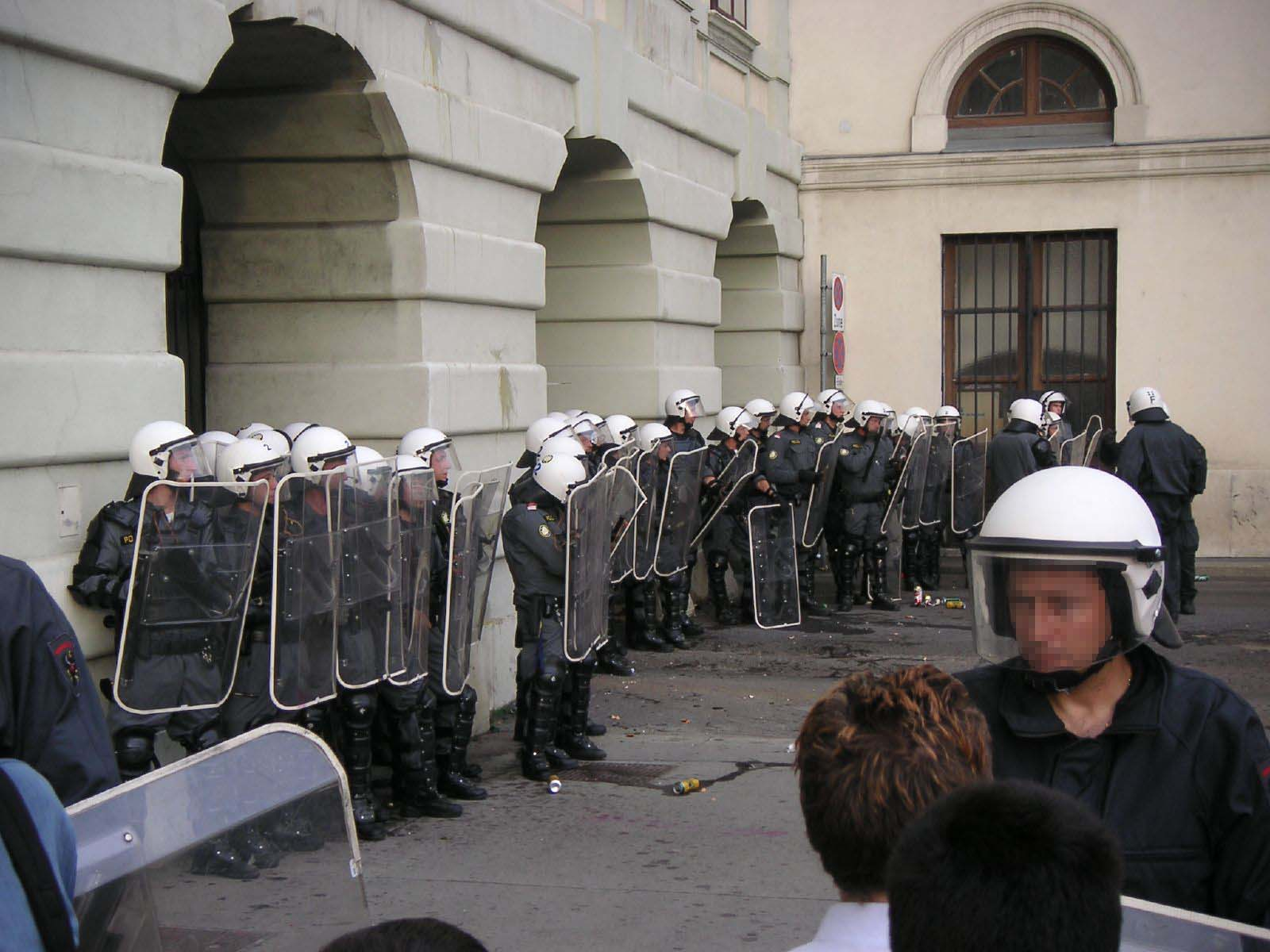
Beamte der Einsatzeinheit Wien im Dienst

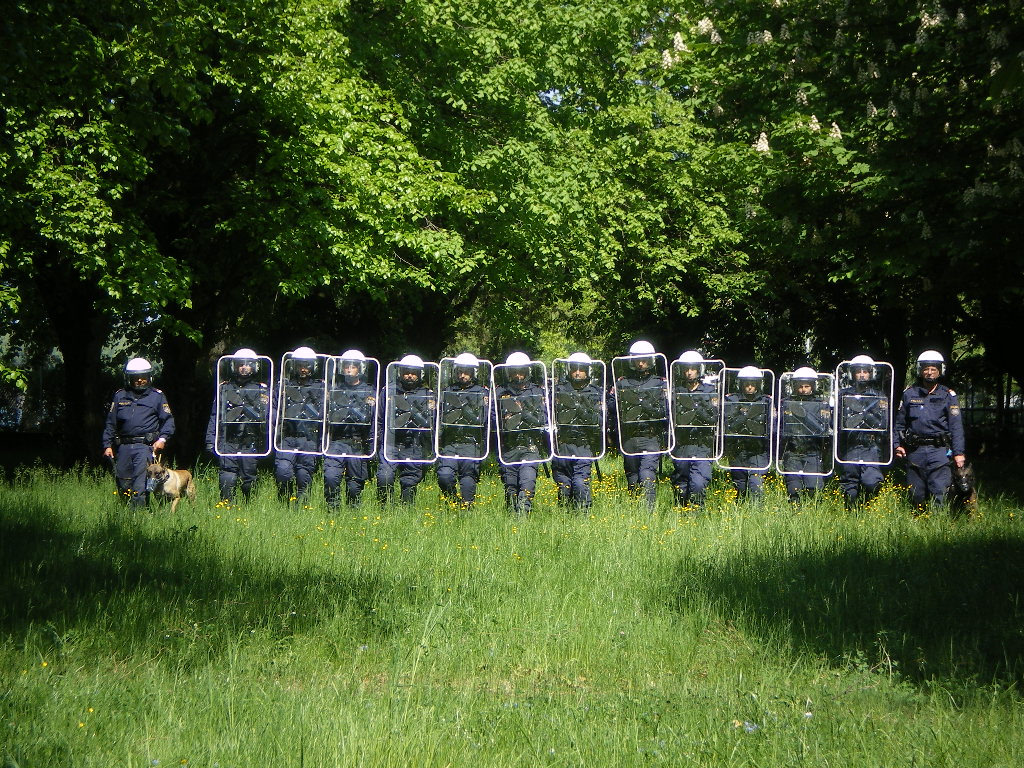
Eine Gruppe der Einsatzeinheit Vorarlberg

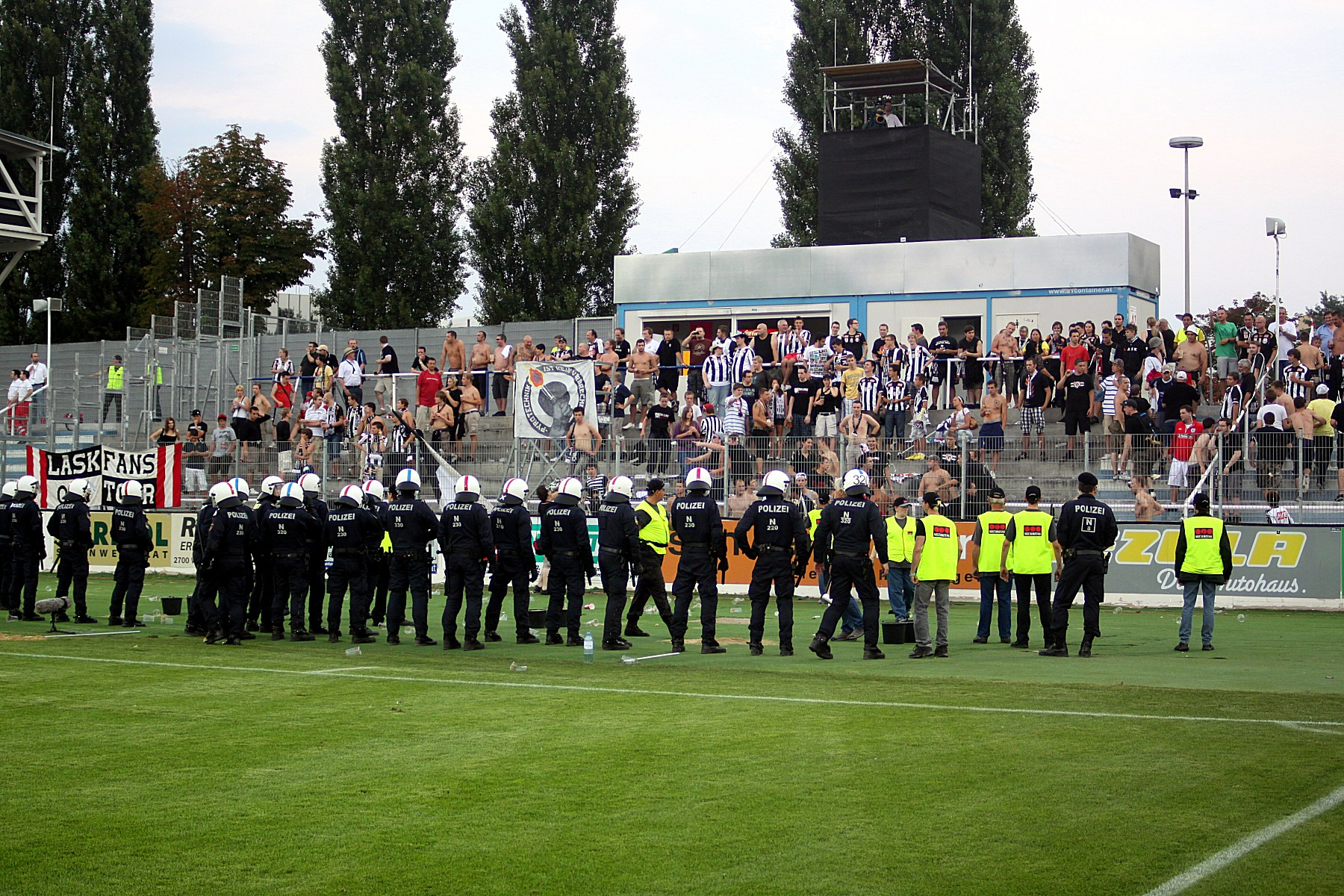
Beamte der EE Niederösterreich im Einsatz bei einem Fußballspiel

Als Einsatzeinheiten (EE) werden in Österreich spezielle polizeiliche Verbände bezeichnet, welche vornehmlich die Aufgaben des Großen Sicherheits- und Ordnungsdiensts (GSOD) verrichten. Dazu zählen in erster Linie ordnungspolizeiliche Einsätze wie etwa die Absicherung von Demonstrationen, Fußballspielen und Staatsbesuchen. Alle Mitglieder der Einsatzeinheiten versehen dort freiwillig Dienst. Daraus resultiert hohes Engagement und hohe Motivation der Truppe. Vergleichbar sind diese Einheiten mit der deutschen Bereitschaftspolizei.

## Ausbildung und Rekrutierung
Jeder Beamte, der bei der EE Dienst versehen möchte, muss einen Leistungstest bestehen, welcher alle zwei Jahre überprüft wird. Ebenso muss jeder Bewerber gegenüber einem Offizier und einem dienstführenden Beamten der EE seine Beweggründe für die Bewerbung bei der EE erläutern.
Wie bei den jeweiligen Einsätzen werden die EE Mitglieder auch zu Übungen zusammengezogen. Dabei werden taktische Formation sowie Einsatztechniken, bzw. der Umgang mit den zur Verfügung stehenden Einsatzmitteln und Waffen trainiert.

## Ausrüstung
Alle Beamte der Einsatzeinheit verfügen über folgende Ausrüstungsgegenstände:
- Glock 17
- Helm
- Körperschutzausrüstung
- Plexiglasschild
- Reizstoffsprühgerät RSG8
- Schlagstock

Speziell geschulte Beamte können zusätzlich die HK69-Mehrzweckpistole zum Verschießen von Tränengas sowie ein IFEX-Gerät
zugeteilt bekommen.

## Einsatzgebiete
Bei polizeilichen Großlagen wie beispielsweise Staatsbesuchen, Demonstrationen, der Einsatz gegen Hooligans aber auch Fahndungsmaßnahmen (vor allem im ländlichen Bereich) werden die speziell geschulten Beamten der Einsatzeinheit angefordert. Im Normalfall werden die Beamten im Vorfeld von GSOD-Lagen zusammengezogen, bei denen gewaltsame Ausschreitungen nicht auszuschließen sind. Bei den meisten nach dem Versammlungsgesetz angemeldeten Kundgebungen in Österreich sind standardmäßig Beamte der Bundespolizei vor Ort, ebenso bei den meisten Spielen der österreichischen Bundesliga. Nur in jenen Fällen, in denen ein gewalttätiges Potenzial durch die Versammlungsbehörde erkannt wird, werden Beamte der Einsatzeinheit hinzugezogen (so etwa bei Hochrisiko-Fußballspielen).

## Organisation

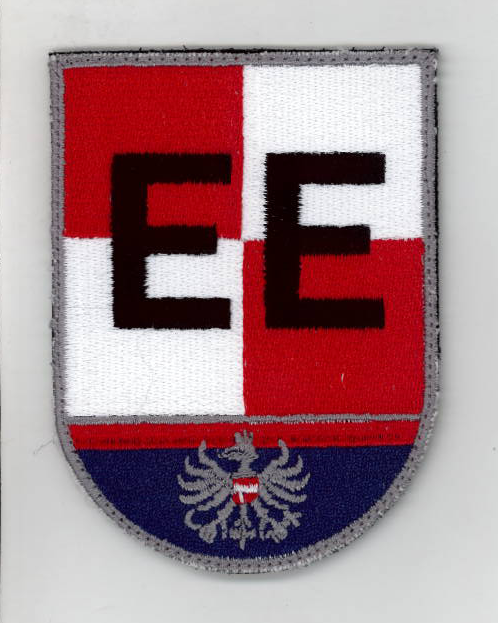
Aktuelles Ärmelabzeichen der EE Wien
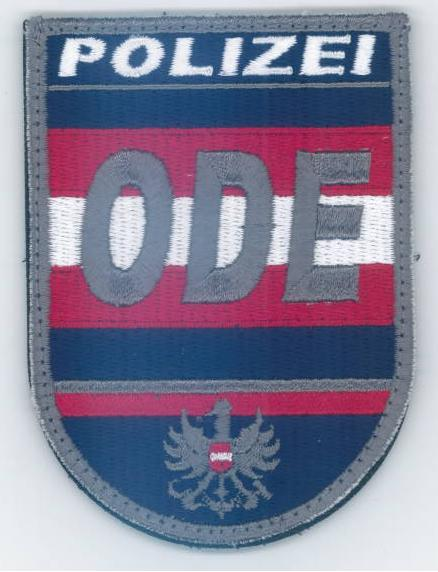
Ärmelabzeichen der ODE Wien
Ehemalige Abzeichen

Die Einsatzeinheiten unterstehen den einzelnen Landespolizeidirektionen und haben dort auch ihren organisatorischen Sitz. Sie setzen sich aus Beamten zusammen, die in unterschiedlichen Polizeiinspektionen ihren normalen Dienst verrichten. Im Bedarfsfall werden die Beamten aus den Polizeiinspektionen zentral zusammengezogen und mit spezieller Ausrüstung bestückt, z. B. mit Schutzschilden. Den EE-Beamten werden dabei die entsprechenden Ausrüstungsgegenstände persönlich zugewiesen (Schlagstöcke, Helme, Körperschutz, Schutzhandschuhe).
Alle neun Bundesländer haben ihr individuelles Ärmelabzeichen, einen Rufnamen und manche Einheiten ihre eigenen Leitsprüche. Beispielsweise lautet der Wahlspruch der EE Wien mit dem Rufnamen „ULAN“ Viribus Unitis (Bedeutung: „mit vereinten Kräften“). Erkennbar sind die Beamten der Einsatzeinheiten an ihren schwarzen Baretten.
Die Einsatzeinheit ist in so genannte Einsatzzüge unterteilt. Ein Einsatzzug besteht in der Regel aus 5 Gruppen, wobei in jeder Gruppe 6 bis 8 Beamte eingeteilt sind. Jeder Landespolizeidirektion und damit auch jedem Bundesland sind im Regelfall mehrere Züge unterstellt, welche im Bedarfsfall auch in anderen Bundesländern zum Einsatz kommen können (häufig der Fall bei Fußballspielen in der österreichischen Bundesliga). Zuständig für die Bereitstellung der Einsatzeinheiten sind die Organisations- und Einsatzabteilungen der Landespolizeidirektionen. In Wien kann zudem die Bereitschaftseinheit bei nieder- und mittelschwelligen Anlässen (bei derer ein schnelles Zusammenziehen der Kräfte geboten ist) sowie die WEGA bei ordnungsdienstlichen Großlagen hinzugezogen werden.

### Taktische Unterscheidung

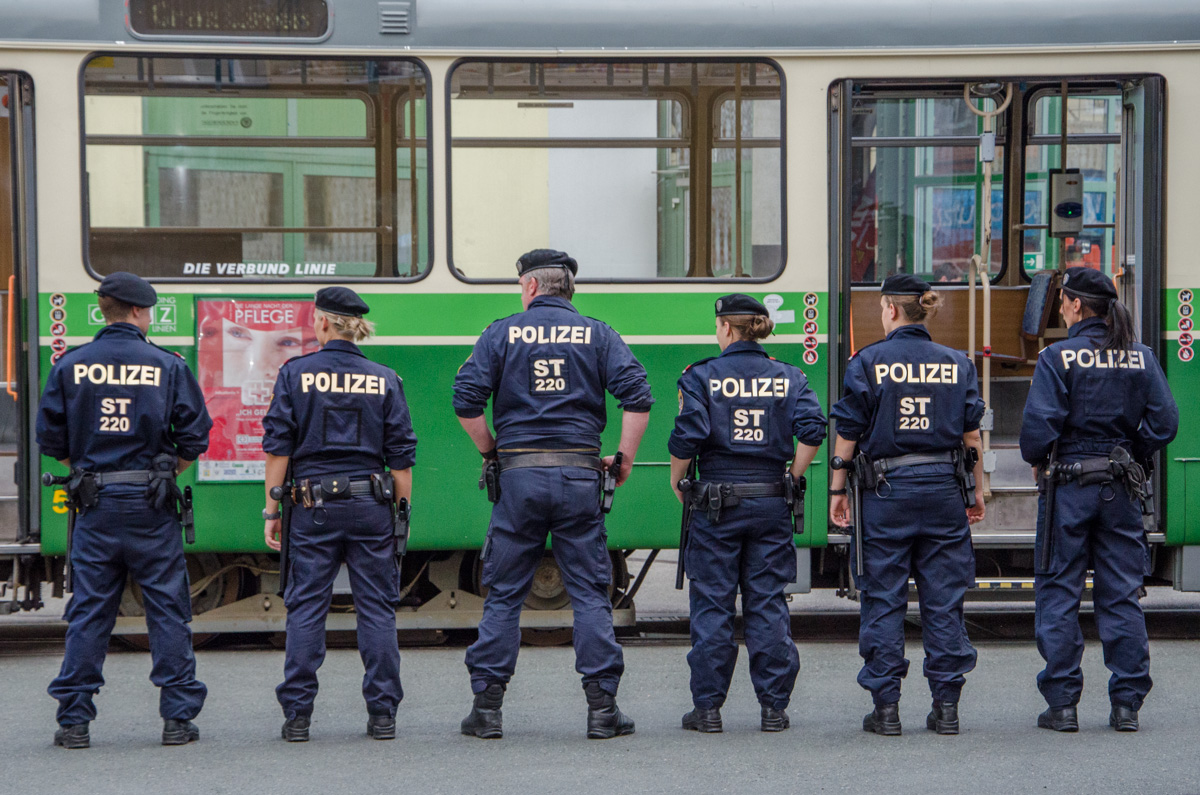
Beamte der EE Steiermark mit gut erkennbarem Unterscheidungszeichen am Rücken

Zur Unterscheidung der Beamten untereinander verwenden diese im Einsatz sogenannte „taktische Unterscheidungszeichen“, die am Einsatzoverall am Rücken sowie auf dem Helm hinten angebracht werden. So lassen sich zum einen die Funktionen der betreffenden Beamten innerhalb ihrer Einheit und andererseits ihre Zugehörigkeit zu einer Einheit leicht erkennen.
| Bundesland       | Rufname    | Kürzel |
| ---------------- | ---------- | ------ |
| Burgenland       | WULKA      | B      |
| Kärnten          | LUCHS      | K      |
| Niederösterreich | SCHNEEBERG | N      |
| Oberösterreich   | LENTOS     | O      |
| Salzburg         | TAURUS     | S      |
| Steiermark       | DACHSTEIN  | ST     |
| Tirol            | HABICHT    | T      |
| Vorarlberg       | PFÄNDER    | V      |
| Wien             | ULAN       | U      |
| Wien (ODE)1      | DELFIN     | D      |
| Wien (BE)2       | TOSCA      | BE     |

1Die Ordnungsdiensteinheit in Wien (siehe nächster Absatz) ist zwar keine Einsatzeinheit im eigentlichen Sinn, verwendet aber dennoch einen eigenen Rufnamen und eigene Erkennungskürzel.
2Die Bereitschaftseinheit in Wien (siehe nächster Absatz) ist zwar ebenfalls keine Einsatzeinheit im eigentlichen Sinn, wird jedoch bei unvorhersehbaren größeren Ereignissen, bei denen ein schnelles Zusammenziehen der Kräfte geboten ist, herangezogen.

## Ordnungsdiensteinheit – Bereitschaftseinheit

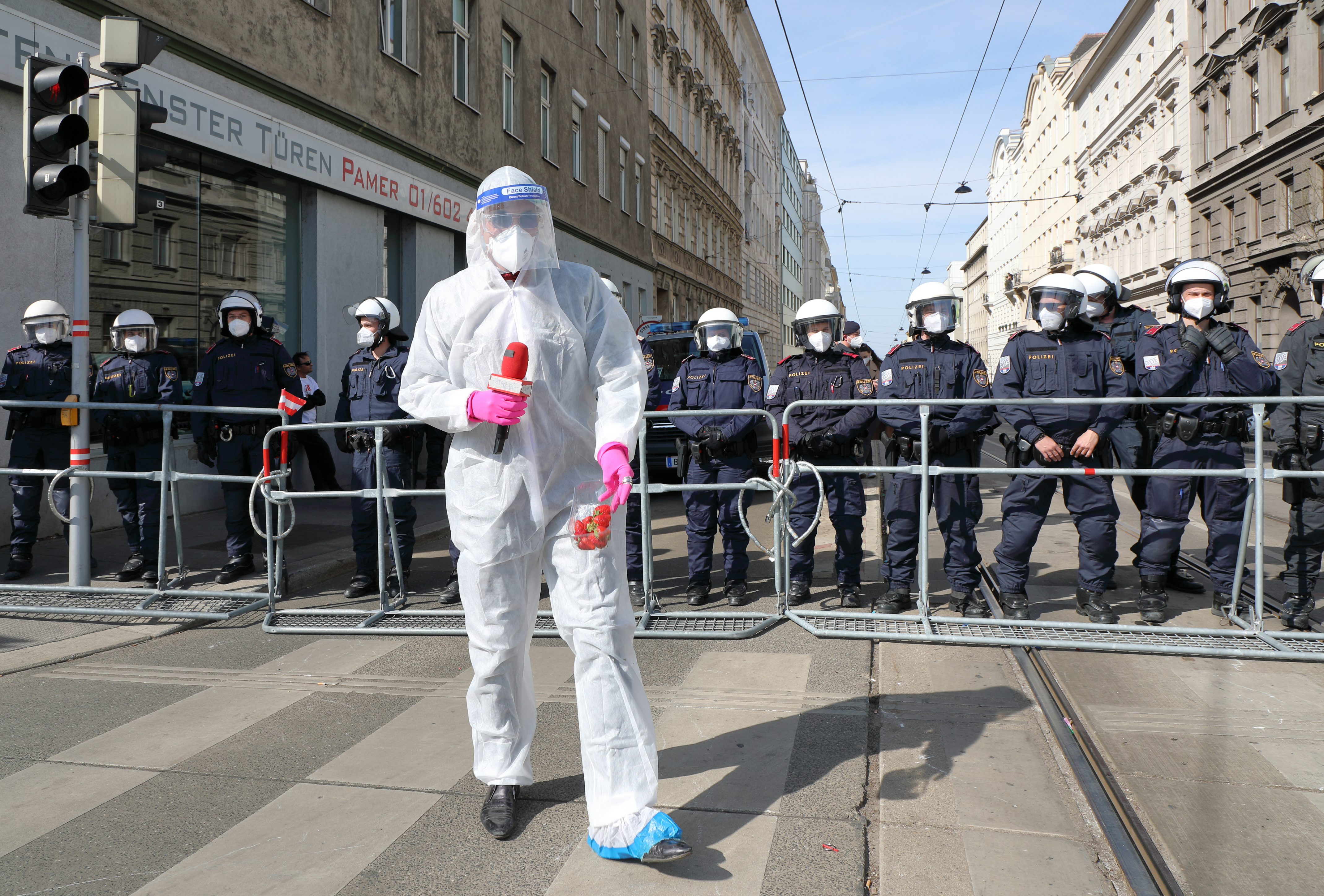
Eine Ordnungsdiensteinheit bei einer Straßensperrung im Zuge einer Demonstration in Wien und davor ein Performance-Künstler

Zusätzlich zu den EE können im Bedarfsfall die Bereitschaftseinheit (vor allem bei unvorhersehbaren größeren Ereignissen) sowie die sogenannten Ordnungsdiensteinheiten (ODE; in Wien früher Reserverkompanien genannt) zusammengezogen werden. Die Ordnungsdiensteinheiten setzen sich ebenfalls aus auf den Polizeiinspektionen Dienst versehenden Beamten zusammen. Jeder Polizist ist einer ODE zugeteilt, im Gegensatz zur freiwilligen Mitgliedschaft in der EE. Deshalb sind bei Großveranstaltungen auch die Masse der aufgebotenen Kräfte jene der Ordnungsdiensteinheiten. Die Beamten der Ordnungsdiensteinheiten erhalten im Gegensatz zu der EE oder WEGA keine Sonderausbildung und auch die Ausrüstung wird ihnen, bis auf den Schutzhelm, nicht persönlich zugeteilt.